# IC 4982
IC 4982 — галактика типу P (особлива галактика) у сузір'ї Павич.
Цей об'єкт міститься в оригінальній редакції індексного каталогу.